# محوطه چلت
محوطه چلت مربوط به سده‌های اولیه دوران‌های تاریخی پس از اسلام است و در شهرستان اندیمشک، بخش الوار گرمسیری، دهستان قیلاب، روستای چلت واقع شده و این اثر در تاریخ ۱۵ اسفند ۱۳۸۵ با شمارهٔ ثبت ۱۸۰۰۰ به‌عنوان یکی از آثار ملی ایران به ثبت رسیده است.